# (7690) Sackler
(7690) Sackler (2291 T-1) – planetoida z pasa głównego asteroid okrążająca Słońce w ciągu 4,27 lat w średniej odległości 2,63 j.a. Odkryta 25 marca 1971 roku.